# Volleyligaen 2015/2016 (damer)
Volleyligaen 2015-2016 utspelade sig mellan 4 oktober 2015 och 17 april 2016. Det var den 54:e upplagan av turneringen och åtta lag från Volleyball Danmarks medlemsföreningar deltog. Brøndby VK blev danska mästare för fjärde gången (tredje gången i rad) genom att besegra Holte IF i finalen medan DHV Odense åkte ur serien. Sofia Purkhus var främsta poängvinnare och utsågs även till mest värdefulla spelare.

## Regler
- Tävlingen startade med ett seriespel där alla lag mötte alla andra lag både hemma och borta.
- De sex första lagen gick vidare till slutspel där de delades upp i två grupper om tre lag där lagen i samma grupp åter mötte varandra hemma och borta.
- Baserat på lagens placering i serien följde sedan ett möte med laget på samma placering i den andra gruppen om första, tredje eller femte plats beroende på om laget kommit etta, tvåa eller trea i gruppen.
- Lagens placering i grundserien bestämdes av i tur och ordning: antal poäng, antal vunna matcher, setkvot och bollkvot. För fördelning av poäng vid matcher gällde att om slutresultatet var 3-0 eller 3-1, tilldelades 3 poäng till det vinnande laget och 0 till det förlorande laget, om slutresultatet blev 3-2, tilldelades 2 poäng till det vinnande laget och 1 till det förlorande laget.

## Deltagande lag
I turneringen deltog åtta lag. Amager VK var nyuppflyttat från 1. Division.
| Klubb             | Stad           | Hemmaplan            | Föregående säsong  |
| ----------------- | -------------- | -------------------- | ------------------ |
| ASV Elite         | Aarhus         | Århus Gl. Stadionhal | 5:a i Volleyligaen |
| Brøndby VK        | Brøndby        | Stadionhal 1         | Danska mästare     |
| Amager VK         | Köpenhamn      | Sundbyhal 2          | ? in 1. Division.  |
| Holte IF          | Holte          | Ny Holtehal          | 3:a i Volleyligaen |
| Team Køge Volley  | Køge           | Asgårdskolen         | 6:a i Volleyligaen |
| Lyngby Volley     | Lyngby-Taarbæk | Engelsborghallen     | 2:a i Volleyligaen |
| DHV Odense        | Odense         | Dalumhallen          | 7:a i Volleyligaen |
| VK Fortuna Odense | Odense         | Klostermarkshallen   | 4:a i Volleyligaen |

## Turneringen

### Grundserien

#### Resultat
| Första rundan |                     |     |                                  |
|               |                     |     |                                  |
| 04-10         | F. Odense-Holte     | 0-3 | 13-25, 14-25, 19-25              |
| 04-10         | Køge-Aarhus         | 3-0 | 25-12, 25-17, 26-24              |
| 04-10         | Amager-Brøndby      | 0-3 | 15-25, 21-25, 18-25              |
| 17-10         | Aarhus-Brøndby      | 0-3 | 21-25, 20-25, 22-25              |
| 18-10         | Amager-F. Odense    | 3-0 | 28-26, 25-8, 25-8                |
| 18-10         | Holte-D. Odense     | 3-0 | 25-10, 25-10, 25-17              |
| 21-10         | Lyngby-Køge         | 3-1 | 25-27, 25-14, 26-24, 25-23       |
| 29-10         | D. Odense-Lyngby    | 0-3 | 16-25, 13-25, 18-25              |
| 31-10         | Brøndby-Lyngby      | 3-0 | 25-18, 25-11, 25-17              |
| 01-11         | D. Odense-Amager    | 0-3 | 8-25, 16-25, 21-25               |
| 01-11         | Køge-Holte          | 0-3 | 12-25, 16-25, 12-25              |
| 06-11         | Lyngby-F. Odense    | 3-1 | 25-14, 16-25, 25-7, 29-27        |
| 07-11         | Aarhus-D. Odense    | 3-0 | 25-14, 25-17, 25-15              |
| 08-11         | Amager-Køge         | 3-0 | 25-22, 25-22, 25-14              |
| 08-11         | Holte-Brøndby       | 1-3 | 25-19, 22-25, 21-25, 17-25       |
| 10-11         | Holte-Lyngby        | 3-0 | 25-10, 25-15, 25-15              |
| 11-11         | F. Odense-D. Odense | 3-0 | 25-13, 25-21, 25-17              |
| 12-11         | Brøndby-Køge        | 3-0 | 25-15, 25-23, 25-10              |
| 15-11         | Aarhus-Amager       | 1-3 | 25-16, 21-25, 16-25, 19-25       |
| 17-11         | F. Odense-Aarhus    | 0-3 | 20-25, 20-25, 24-26              |
| 06-12         | D. Odense-Brøndby   | 0-3 | 10-25, 8-25, 9-25                |
| 06-12         | Køge-F. Odense      | 2-3 | 16-25, 25-18, 22-25, 25-11, 8-15 |
| 06-12         | Amager-Holte        | 1-3 | 25-18, 17-25, 19-25, 20-25       |
| 06-12         | Lyngby-Aarhus       | 3-0 | 25-23, 25-19, 25-21              |
| 11-12         | Lyngby-Amager       | 3-0 | 25-22, 25-23, 25-18              |
| 11-12         | F. Odense-Brøndby   | 0-3 | 9-25, 15-25, 18-25               |
| 12-12         | D. Odense-Køge      | 0-3 | 6-25, 18-25, 25-27               |
| 12-12         | Holte-Aarhus        | 3-0 | 25-8, 25-18, 25-14               |

| Andra rundan |                     |     |                                   |
|              |                     |     |                                   |
| 09-01        | Brøndby-Aarhus      | 3-1 | 25-17, 20-25, 25-19, 25-16        |
| 09-01        | F. Odense-Amager    | 0-3 | 9-25, 15-25, 21-25                |
| 10-01        | D. Odense-Holte     | 0-3 | 17-25, 11-25, 16-25               |
| 10-01        | Køge-Lyngby         | 1-3 | 25-22, 17-25, 14-25, 13-25        |
| 14-01        | Brøndby-Amager      | 3-0 | 25-18, 25-17, 25-23               |
| 16-01        | Holte-F. Odense     | 3-0 | 25-15, 25-17, 25-17               |
| 16-01        | Aarhus-Køge         | 3-0 | 26-24, 25-23, 25-21               |
| 17-01        | Lyngby-D. Odense    | 3-0 | 25-17, 25-7, 25-14                |
| 23-01        | Aarhus-F. Odense    | 3-0 | 25-15, 25-21, 25-19               |
| 23-01        | Amager-D. Odense    | 3-0 | 25-7, 25-13, 25-13                |
| 23-01        | Holte-Køge          | 3-0 | 25-22, 25-15, 25-10               |
| 24-01        | Lyngby-Brøndby      | 0-3 | 17-25, 19-25, 19-25               |
| 28-01        | Køge-Amager         | 1-3 | 24-26, 19-25, 26-24, 19-25        |
| 30-01        | F. Odense-Lyngby    | 0-3 | 25-27, 15-25, 15-25               |
| 06-02        | D. Odense-Aarhus    | 0-3 | 18-25, 14-25, 12-25               |
| 09-02        | D. Odense-F. Odense | 0-3 | 21-25, 25-15, 25-18               |
| 11-02        | Lyngby-Holte        | 0-3 | 18-25, 17-25, 17-25               |
| 13-02        | Køge-Brøndby        | 0-3 | 22-25, 18-25, 5-25                |
| 14-02        | Amager-Aarhus       | 3-2 | 19-25, 25-15, 21-25, 25-15, 15-9  |
| 16-02        | Køge-D. Odense      | 3-0 | 25-21, 25-9, 25-14                |
| 20-02        | Brøndby-D. Odense   | 3-0 | 25-6, 25-9, 25-8                  |
| 21-02        | Holte-Amager        | 3-0 | 25-19, 25-18, 25-11               |
| 21-02        | F. Odense-Køge      | 1-3 | 18-25, 25-23, 12-25, 18-25        |
| 21-02        | Aarhus-Lyngby       | 3-2 | 25-21, 25-19, 12-25, 22-25, 15-13 |
| 26-02        | Brøndby-Holte       | 3-1 | 25-23, 20-25, 25-21, 25-13        |
| 27-02        | Brøndby-F. Odense   | 3-0 | 25-16, 25-14, 27-25               |
| 27-02        | Aarhus-Holte        | 0-3 | 16-25, 15-25, 15-25               |
| 28-02        | Amager-Lyngby       | 3-2 | 26-24, 25-23, 17-25, 22-25, 15-10 |

#### Sluttabell
| Pos.. | Lag               | Pt | M  | V  | F  | SV | SF | Kvot  | PV    | PF    | Kvot  |
| ----- | ----------------- | -- | -- | -- | -- | -- | -- | ----- | ----- | ----- | ----- |
| 1.    | Brøndby VK        | 42 | 14 | 14 | 0  | 42 | 3  | 14    | 1 111 | 760   | 1.461 |
| 2.    | Holte IF          | 36 | 14 | 12 | 2  | 38 | 7  | 5.428 | 1 085 | 759   | 1.429 |
| 3.    | Amager VK         | 25 | 14 | 9  | 5  | 28 | 21 | 1.333 | 1 083 | 981   | 1.103 |
| 4.    | Lyngby Volley     | 26 | 14 | 8  | 6  | 28 | 21 | 1.333 | 1 073 | 1 000 | 1.073 |
| 5.    | ASV Elite         | 18 | 14 | 6  | 8  | 22 | 26 | 0.846 | 988   | 1 047 | 0.943 |
| 6.    | Team Køge Volley  | 13 | 14 | 4  | 10 | 17 | 31 | 0.548 | 973   | 1 062 | 0.916 |
| 7.    | VK Fortuna Odense | 8  | 14 | 3  | 11 | 11 | 35 | 0.314 | 843   | 1 077 | 0.782 |
| 8.    | DHV Odense        | 0  | 14 | 0  | 14 | 0  | 42 | 0.000 | 582   | 1 052 | 0.553 |

| Kvalificerade för slutspel | Vidare till kval | Nedflyttade till 1. Division |

### Slutspel
| Grupp A |                |     |                           |
|         |                |     |                           |
| 04-03   | Brøndby-Lyngby | 3-0 | 25-19, 25-20, 25-15       |
| 05-03   | Lyngby-Aarhus  | 3-0 | 25-16, 25-20, 25-15       |
| 06-03   | Brøndby-Aarhus | 3-0 | 25-14, 25-9, 25-18        |
| 18-03   | Lyngby-Brøndby | 1-3 | 17-25, 17-25, 25-20, 6-25 |
| 19-03   | Aarhus-Brøndby | 0-3 | 21-25, 16-25, 17-25       |
| 20-03   | Aarhus-Lyngby  | 0-3 | 18-25, 13-25, 20-25       |

| 1 | Brøndby | 12 |
| 2 | Lyngby  | 6  |
| 3 | Aarhus  | 0  |

| Grupp B |              |     |                                   |
|         |              |     |                                   |
| 11-03   | Holte-Køge   | 3-0 | 25-14, 25-7, 25-21                |
| 12-03   | Amager-Køge  | 3-1 | 25-12, 26-28, 26-24, 25-16        |
| 13-03   | Holte-Amager | 3-1 | 25-18, 25-14, 22-25, 25-11        |
| 23-03   | Køge-Amager  | 2-3 | 25-20, 20-25, 13-25, 25-23, 11-15 |
| 24-03   | Amager-Holte | 0-3 | 24-26, 22-25, 19-25               |
| 25-03   | Køge-Holte   | 0-3 | 16-25, 23-25, 11-25               |

| 1 | Holte  | 12 |
| 2 | Amager | 5  |
| 3 | Køge   | 1  |

| Spel om femteplats |             |     |                                   |
|                    |             |     |                                   |
| 08-04              | Aarhus-Køge | 2-3 | 25-14, 22-25, 21-25, 25-22, 12-15 |

| Spel om tredjeplats |               |     |                                  |
|                     |               |     |                                  |
| 10-04               | Lyngby-Amager | 2-3 | 25-27, 25-20, 25-18, 23-25, 8-15 |
| 12-04               | Amager-Lyngby | 0-3 | 20-25, 16-25, 23-25; GS: 25-15   |

| Final |               |     |                                       |
|       |               |     |                                       |
| 09-04 | Holte-Brøndby | 0-3 | 18-25, 20-25, 17-25                   |
| 16-04 | Brøndby-Holte | 1-3 | 26-24, 23-25, 25-27, 18-25; GS: 25-21 |

### Play-out
| Match 1 |                   |     |                            |
|         |                   |     |                            |
| 05-03   | Randers-F. Odense | 1-3 | 13-25, 18-25, 25-16, 19-25 |
| 09-03   | Randers-Esbjerg   | 3-0 | 25-6, 25-14, 25-23         |
| 13-03   | F. Odense-Esbjerg | 3-0 | 25-23, 25-13, 25-20        |

| Match 2 |                   |     |                            |
|         |                   |     |                            |
| 22-03   | Esbjerg-Randers   | 1-3 | 25-27, 16-25, 26-24, 19-25 |
| 10-04   | Esbjerg.F. Odense | 1-3 | 22-25, 17-25, 25-21, 18-25 |
| 17-04   | F. Odense-Randers | 3-1 | 19-25, 25-23, 25-20, 25-15 |

| 1 | F. Odense | 12 |
| 2 | Randers   | 6  |
| 3 | Esbjerg   | 0  |

## Slutplaceringar
| Pos | Lag               | Turnering           |
| --- | ----------------- | ------------------- |
|     | Brøndby VK        |                     |
| 2   | Holte IF          |                     |
| 3   | Amager VK         |                     |
| 4   | Lyngby Volley     |                     |
| 5   | Team Køge Volley  |                     |
| 6   | ASV Elite         |                     |
| 7   | VK Fortuna Odense |                     |
| 8   | DHV Odense        | 1. Division 2016-17 |

## Individuella utmärkelser/årets lag[2]
| Utmärkelse                | Spelare                 | Lag                 |
| ------------------------- | ----------------------- | ------------------- |
| Passare                   | Caitlin Nyhus           | Holte IF            |
| Vänsterspikrar            | Deme Morales            | Brøndby VK          |
| Vänsterspikrar            | Sofia Purkhus           | Amager VK           |
| Centrar                   | Paulina Hougaard-Jensen | Brøndby VK          |
| Centrar                   | Amanda Joanna Brown     | Lyngby Volley       |
| Högerspiker               | Julie Heile Mikaelsen   | Brøndby VK          |
| Libero                    | Ci Eshel                | Elite Volley Aarhus |
| Tränare                   | Jens Bang               | Brøndby VK          |
| Bästa unga danska spelare | Paulina Hougaard-Jensen | Brøndby VK          |
| Mest värdefulla spelare   | Sofia Purkhus           | Amager VK           |

## Statistik[3]
| Vunna poäng | Vunna poäng        | Vunna poäng | Vunna poäng      |
| Pos.        | Namn               | Poäng       | Lag              |
| ----------- | ------------------ | ----------- | ---------------- |
| 1           | Sofia Purkhús      | 285         | Amager VK        |
| 2           | Deprece Washington | 269         | Lyngby Volley    |
| 3           | Amanda Brown       | 257         | Lyngby Volley    |
| 4           | Kayla Neto         | 252         | Holte IF         |
| 5           | Trine Kjelstrup    | 250         | Brøndby VK       |
| 6           | Julie Mikaelsen    | 201         | Brøndby VK       |
| 7           | Asta Kjærgaard     | 194         | Amager VK        |
| 8           | Brooke Seaman      | 192         | Holte IF         |
| 9           | Nanna Mølgård      | 177         | Team Køge Volley |
| 10          | Evyn McCoy         | 163         | Lyngby Volley    |

| Vunna attacker | Vunna attacker         | Vunna attacker | Vunna attacker   |
| Pos.           | Namn                   | Poäng          | Lag              |
| -------------- | ---------------------- | -------------- | ---------------- |
| 1              | Sofia Purkhús          | 238            | Amager VK        |
| 2              | Trine Kjelstrup        | 215            | Brøndby VK       |
| 3              | Deprece Washington     | 211            | Lyngby Volley    |
| 4              | Kayla Neto             | 205            | Holte IF         |
| 5              | Amanda Brown           | 180            | Lyngby Volley    |
| 6              | Nanna Mølgård          | 155            | Team Køge Volley |
| 7              | Julie Mikaelsen        | 144            | Brøndby VK       |
| 8              | Maria Demencia Morales | 141            | Brøndby VK       |
| 9              | Brooke Seaman          | 139            | Holte IF         |
| 10             | Asta Kjærgaard         | 132            | Amager VK        |

| Vunna block | Vunna block             | Vunna block | Vunna block      |
| Pos.        | Namn                    | Poäng       | Lag              |
| ----------- | ----------------------- | ----------- | ---------------- |
| 1           | Paulina Hougaard-Jensen | 52          | Brøndby VK       |
| 2           | Maria Tyndeskov         | 38          | ASV Elite        |
| 2           | Amanda Brown            | 38          | Lyngby Volley    |
| 4           | Natalia Perlińska       | 37          | Holte IF         |
| 5           | Evyn McCoy              | 34          | Lyngby Volley    |
| 5           | Maia Stripp             | 34          | Holte IF         |
| 7           | Katrine Strøbæk         | 33          | Team Køge Volley |
| 8           | Dominique Thompson      | 28          | Brøndby VK       |
| 8           | Trine Rask-Nielsen      | 28          | ASV Elite        |
| 10          | Deprece Washington      | 27          | Lyngby Volley    |

| Serveess | Serveess           | Serveess | Serveess          |
| Pos.     | Namn               | Poäng    | Lag               |
| -------- | ------------------ | -------- | ----------------- |
| 1        | Nora Møllgaard     | 49       | Holte IF          |
| 2        | Eva Bang           | 39       | Brøndby VK        |
| 2        | Julie Mikaelsen    | 39       | Brøndby VK        |
| 2        | Amanda Brown       | 39       | Lyngby Volley     |
| 5        | Asta Kjærgaard     | 36       | Amager VK         |
| 5        | Jordan Fish        | 36       | Amager VK         |
| 7        | Alina Sode         | 34       | Amager VK         |
| 8        | Emma Brix          | 33       | Team Køge Volley  |
| 9        | Laura Jensen       | 32       | VK Fortuna Odense |
| 10       | Deprece Washington | 31       | Lyngby Volley     |